# Lluís Pastre
Lluís Pastre (en occità Loís Pastre; Clarmont d'Erau, Llenguadoc, 27 d'octubre de 1863 - Perpinyà, 15 de febrer de 1927) fou un gramàtic i escriptor occità de la Catalunya del Nord.

## Biografia
Lluís Pastre va nàixer a Clarmont d'Erau el 1863 en una família pagesa de petits propietaris. Estudià al col·legi comunal de la ciutat on va tenir l'oportunitat de cursar un ensenyament especial en el qual una llengua estrangera substituïa el llatí; la seva tria de l'alemany probablement resultà cabdal en el seu interès ulterior per a la filologia. Va arribar a la Catalunya del Nord quan tenia 25 anys i treballà com a mestre d'ensenyança primària al Col·legi de Perpinyà. Després va ser mestre primari a diverses poblacions del Rosselló, com per exemple a Illa on fou professor del jove Josep Sebastià Pons, abans de residir de manera permanent a la capital rossellonesa a partir de 1900.
Fou una de les figures més representatives del catalanisme al Rosselló del començament del segle xx. Va ser un dels fundadors el 1906 de la Societat d'Estudis Catalans, de la qual fou secretari i un dels membres més actius en la difusió de la llengua i per a demanar-ne l'ensenyament. De fet, n'instruí a l'escola primària pública nord-catalana. Publicà nombrosos articles de pedagogia a la Revue Catalane. També destacà pel seu fort activisme sindical. El 1908 esdevingué president del Sindicat dels Mestres dels Pirineus Orientals.
Per la banda occitana se'l coneix pel seu estudi sobre la parla de Clarmont d'Erau.

## Obres
- Le catalan à l'école (1907)
- La langue catalane populaire en Roussillon (recull de documents autèntics de llengua viva en rossellonès), publicat en lliuraments dins la Revue Catalane, 1907?
- Critique des traductions catalanes du songe d'Athalie (1909)
- Le français enseigné par les exercices de traduction de textes catalans (1911) («exemplar digitalitzat».)
- Le sous-dialecte bas-languedocien de Clermont l'Hérault, ed. J. Comet, Perpinyà, 1913
- Les catalanismes à l'école : enquête faite dans les écoles du Roussillon avec la collaboration de plusieurs instituteurs roussillonnais. Imprimerie Catalane, Perpignan, 1913](«exemplar digitalitzat».)
- Enseignement de la langue catalane par la méthode de doubles textes (1920)(«exemplar digitalitzat».)
- Eléments de grammaire catalane (1925)(«exemplar digitalitzat».)